# Vernet-les-Bains (album)
Pour les articles homonymes, voir Vernet-les-Bains pour la ville.
Albums de Cali
La vie est une truite arc-en-ciel qui nage dans mon cœur
(2010) L'Âge d'or
(2015)
Vernet-les-Bains est le cinquième album studio de Cali, sorti le 26 novembre 2012.

## Genèse
Cet album sonne comme un retour aux sources pour le chanteur à l'image du titre qui fait référence au village où il a grandi. Cali explique « cet album, c'est comme un hommage que je rends à ce village qui m'a construit, à toutes les premières fois qui se sont faites là-bas ». Après être « allé au bout de quelque chose dans l'album précédent », Vernet-les-Bains est également un album du renouveau pour Cali qui quitte en fin de contrat le label Emi pour rejoindre Alva, nouveau label de Wagram.
L'écriture et l'enregistrement se sont déroulées durant la tournée acoustique avec Steve Nieve au piano.
Cali délaisse les textes politiques pour retrouver son thème de prédilection : l'amour. Il dépeint avec nostalgie le village de son enfance en recherchant l'universalité car « chacun d'entre nous a un lieu où l'on se retrouvait avec des copains et où l'on disait: moi, quand je serai grand… » si bien que cet album « aurait pu s'appeler la vie des gens ».
Le titre final Happy End, plein d'auto-dérision, réunit de nombreux artistes comme Bénabar, Miossec, Mathias Malzieu, Rachida Brakni, Dominique A, Diastème. Cali admet malgré son naturel jovial, « j'essaye de chanter des chansons gaies mais je n'y arrive pas, c'est difficile ».
Amour m'a tuer est écrit avec une faute d'orthographe en référence à la célèbre phrase d'accusation Omar m'a tuer de l'affaire Omar Raddad.

## Liste des pistes
| No  | Titre                                           | Durée |
| --- | ----------------------------------------------- | ----- |
| 1.  | Ce soir je te laisse partir                     | 3:05  |
| 2.  | Mes vieux cinglés                               | 2:34  |
| 3.  | L'amour est éternel                             | 3:15  |
| 4.  | Je rêve de voir l'été                           | 3:11  |
| 5.  | Venez me chercher                               | 3:16  |
| 6.  | Amour m'a tuer                                  | 4:27  |
| 7.  | Une femme se repose                             | 3:12  |
| 8.  | La grotte des amoureux                          | 3:30  |
| 9.  | Tu me manques tellement                         | 3:54  |
| 10. | Est-ce que tu te souviens de ton premier baiser | 3:07  |
| 11. | Mon ami                                         | 3:00  |
| 12. | Happy End                                       | 6:13  |

## Réception

### Critiques
Télérama voit avec cet album un Cali  « pas encore totalement résigné, mais cruellement lucide, comme quand on se réveille avec une gueule de bois ». Pour L'express, Cali « touche au plus juste par sa franchise et sa fougue inaltérée » même s'il « n'évite pas toujours les maladresses ». Selon RFI, après un 4e album ne faisant pas l'unanimité, « pour une fois, Cali ne force pas le trait » et offre une écriture « sobre, juste et précise ». Enfin, Anthony Martin pour RTL, retrouve « le Cali qu'[il] aime » sur un disque « tout en retenue » et « très réussi ».

### Classements
Le classement par pays est :
| Pays     | Meilleure position | Nbr. semaine |
| -------- | ------------------ | ------------ |
| France   | 21                 | 17           |
| Belgique | 22                 | 17           |